# Jordi Bonet
Pour les articles homonymes, voir Bonet.
Jordi Bonet, né le 7 mai 1932 à Barcelone et mort 25 décembre 1979 à Mont-Saint-Hilaire, est un peintre, céramiste, muraliste et sculpteur canadien d'origine catalane.

## Biographie

### Enfance
Né à Barcelone en Catalogne le 7 mai 1932, il est privé de son bras droit par un accident à l'âge de 9 ans. Son enfance est marquée par la Guerre civile espagnole.

### Formation
Il étudie l'art à École des beaux-arts de Barcelone, puis prend des cours de dessin avec Antoni Prats, en 1950 longue période de dessins et de peintures à l'huile sur bois de 1949 à 1954. Séjour à Rome en 1951. Premier atelier (prêté par J Gudiol i Ricart) dans le grenier des archives Mas de Barcelone, en 1952. Il ouvre son propre atelier à Barcelone, rue Calvet en 1953. Exposition des peintures (du cercle Maillot) à l'institut Français (Intitut français) de Barcelone, en 1953 en compagnie de Tharrats, Tapies, Modest Cuixart, etc.

### Arrivée au Québec

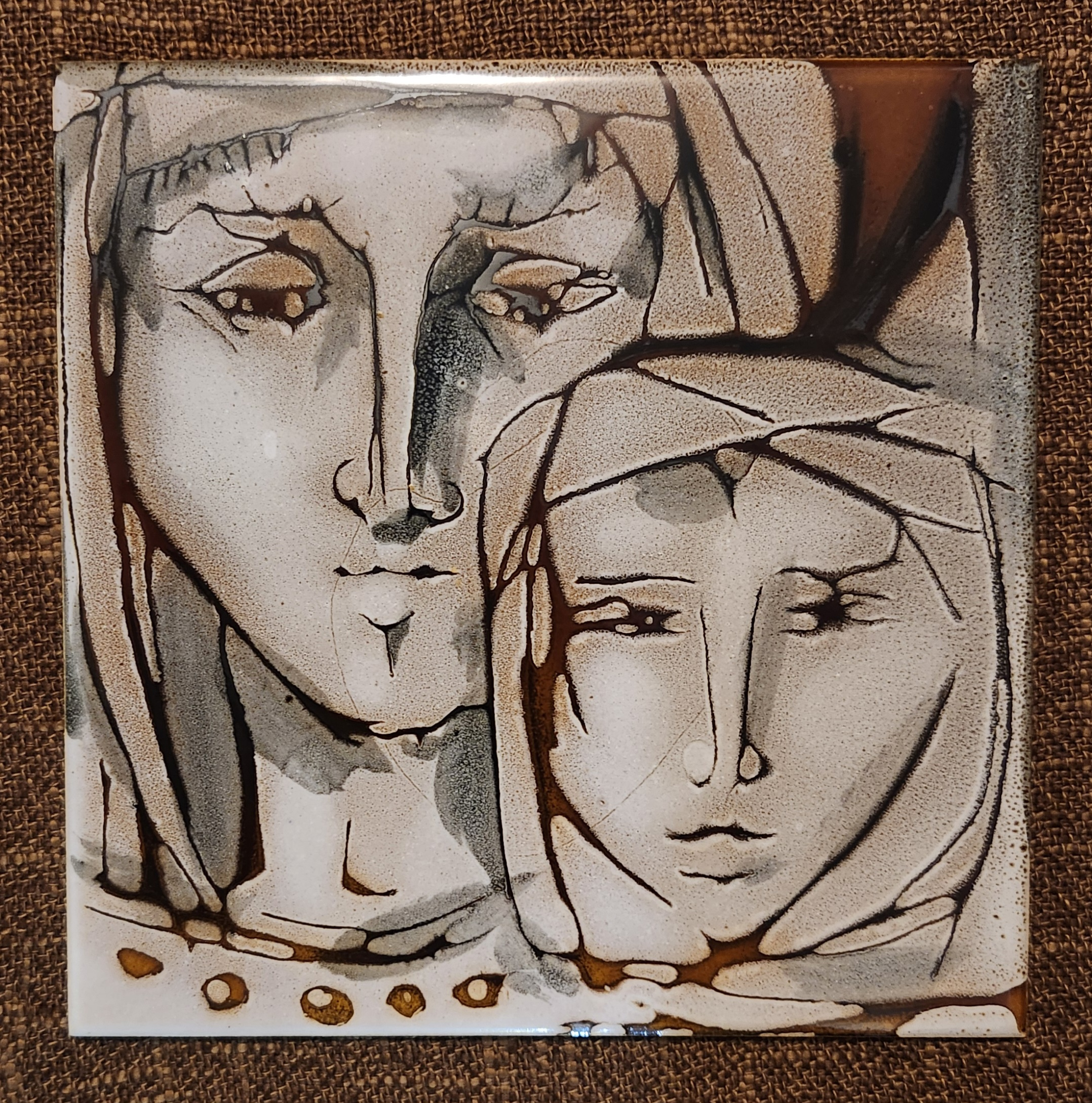
Maternité, 1959

Il s'établit au Québec en 1954. Il s'installe à la Baie-du-Febvre, puis à Trois-Rivières. Il crée des encres sur papier, de 1954 à 1956. Il expose pour la première fois au Québec, en juin 1955, à Trois-Rivières, sous la présidence du Premier Ministre du Québec, Maurice Duplessis. Il donne des cours de dessin et de peinture, et organise le Salon d'Automne, à Trois-Rivières avec M. Couture, en 1955.
Il déménage à Montréal en décembre 1955, il est accueilli chez le peintre Vilallonga, puis chez le Docteur Jutras. Il réalise de nouvelles peinture à l'huile, sur papier. C'est sa période des « groupes de figures ». Bonet étudie ensuite la céramique avec Jean Cartier, à l'atelier de celui-ci, et à l'institut des Arts Appliqués de Montréal en 1956. Il expose avec Cartier et Jean Paul Riopelle, en septembre 1956 au Musée des beaux-arts de Montréal. Il se marie avec Huguette Bouchard en 1956. Il expose des céramiques, dans une exposition collective à l'Université de Montréal en décembre 1956. Il réalise une nouvelle série de dessin (plume et mine de plomb) de novembre 1956 à novembre 1957, dont les seize études de la série de l'amour et la trilogie Enlèvement d'Europe d'après le Titien.
Il expose en groupe (35 peintres dans l'actualité) au Musée de Montréal en janvier 1957. Il réalise ses premiers cartons pour des murales de carreaux et de céramique. Il effectue premiers essais de réalisations à l'été 1957. Bonet participe à une exposition particulière de dessins et peintures à Montréal, en novembre 1957.

#### Séjour en Europe
En novembre 1957, Jordi Bonet quitte le Québec pour un séjour à Paris et à Barcelone. Il séjourne à la pedrera de Gaudi. Pour l'artiste, cela marque une période de peintures à l'huile (pour la première fois sur toile), et de dessins. Il rencontre Salvador Dali, à Port Lligat, en juin 1958. Il est de retour à Montréal en 1958. Au cours des prochains 20 ans, il crée plus de cent murales au Québec et partout au monde. La Galerie l'Art français expose ses œuvres dans les années 1950,.

#### Œuvres majeures
En 1967, Jordi Bonet crée La famille inuite, une rotonde qui représente la vie dans le nord de Terre-Neuve-et-Labrador, l’œuvre est située à l’intérieur de l’entrée principale de l’Hôpital Charles S. Curtis Memorial, St Anthony, Canada,.
Sa murale au Grand Théâtre de Québec fait scandale en 1971 de par son inscription « Vous êtes pas écœurés de mourir bande de caves ! C’est assez ! », une citation du poète Claude Péloquin,,,,. Parmi ses autres grandes œuvres, on compte la murale L’homme devant la science  qui orne la façade ouest du Pavillon Adrien-Pouliot sur le campus de l’Université Laval, Citius, Altius, Fortius à la station Pie-IX du métro de Montréal; les sculptures murales Hommage à Gaudí à la Place des Arts de Montréal; et un cycle de vitraux et sculptures pour la chapelle Our Lady of the Skies à l'aéroport international John F. Kennedy à New York, pour ne nommer que celles-ci. Il porte un intérêt spécial pour les œuvres liturgiques.

### Décès
À 47 ans, il est parmi les artistes les plus importants du Québec lors de sa mort prématurée d'une leucémie le 25 décembre 1979.
Il a été « découvert » lors d'une exposition à Montréal, où ses tableaux figuraient sous le nom d'un autre peintre de l'époque, par Marcel Couture, alors critique d'art. Ce dernier deviendra plus tard directeur des relations publiques d'Hydro-Québec.

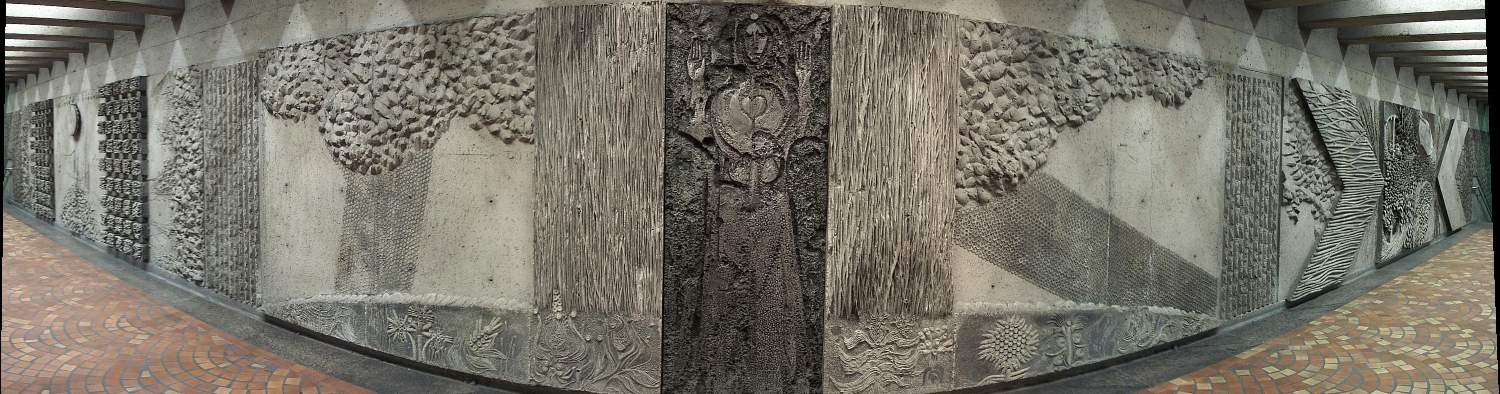
Citius, Altius, Fortius, station Pie-IX du métro de Montréal

## Photos

La famille inuite 1967: murale de la  rotonde de l’hôpital Charles S. Curtis Memorial, St-Anthony, Canada
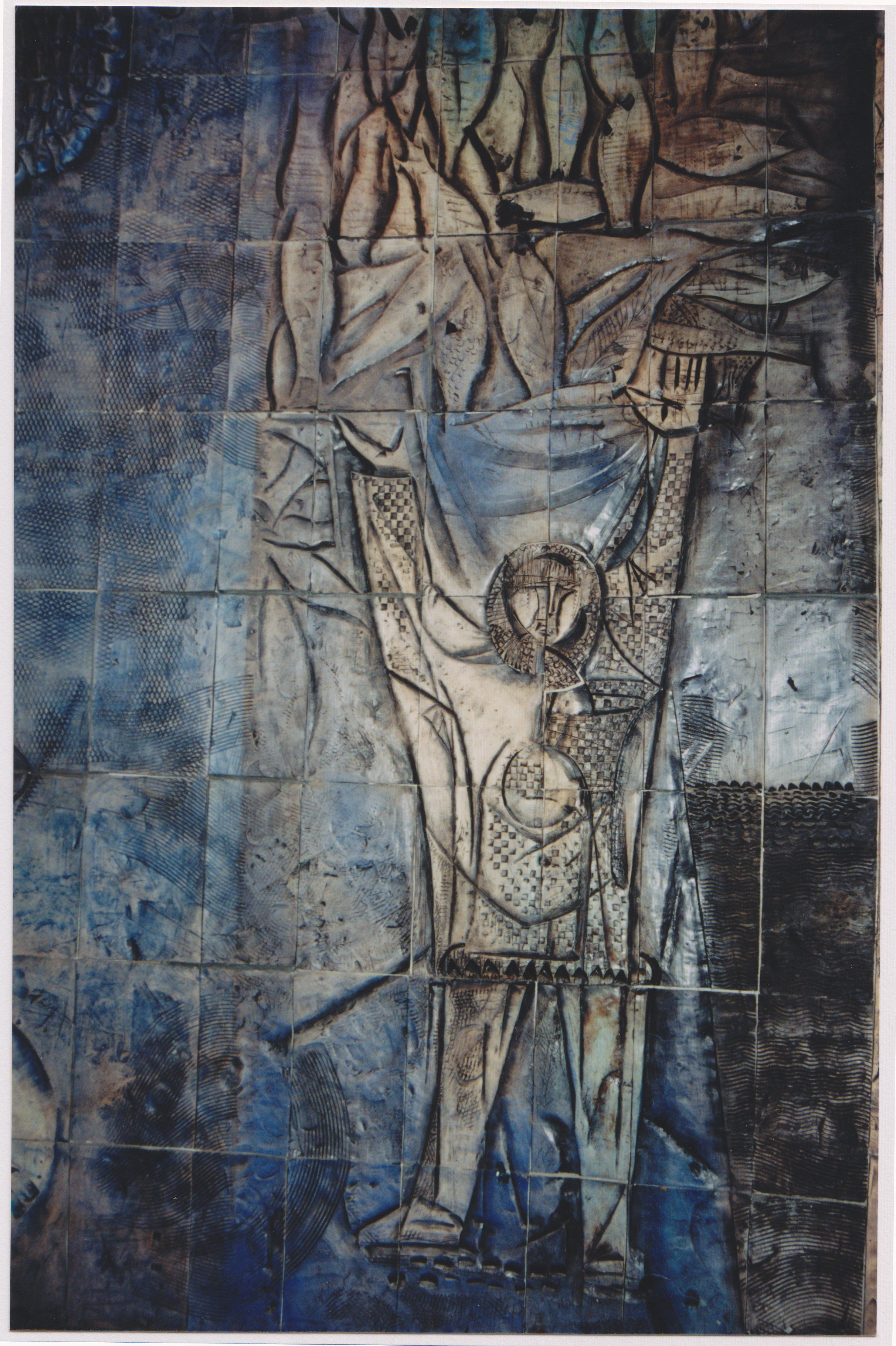
La pêche : bras tendus vers le ciel un pêcheur terre-neuvien salue l'abondance de la morue
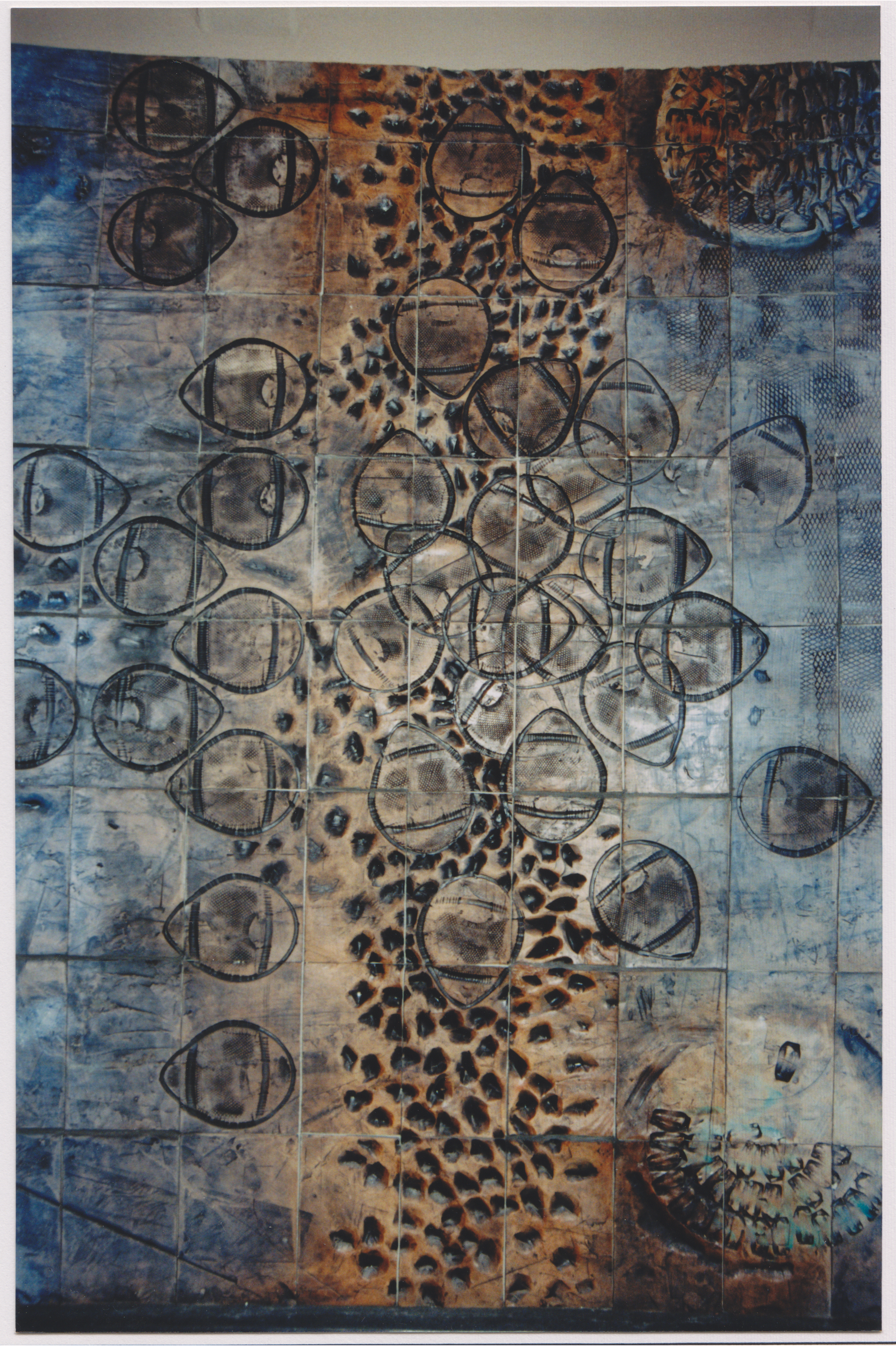
La chasse : les pistes de raquettes vont et viennent le long d'un ravage d'animaux, elles représentent la chasse et la trappe au Labrador
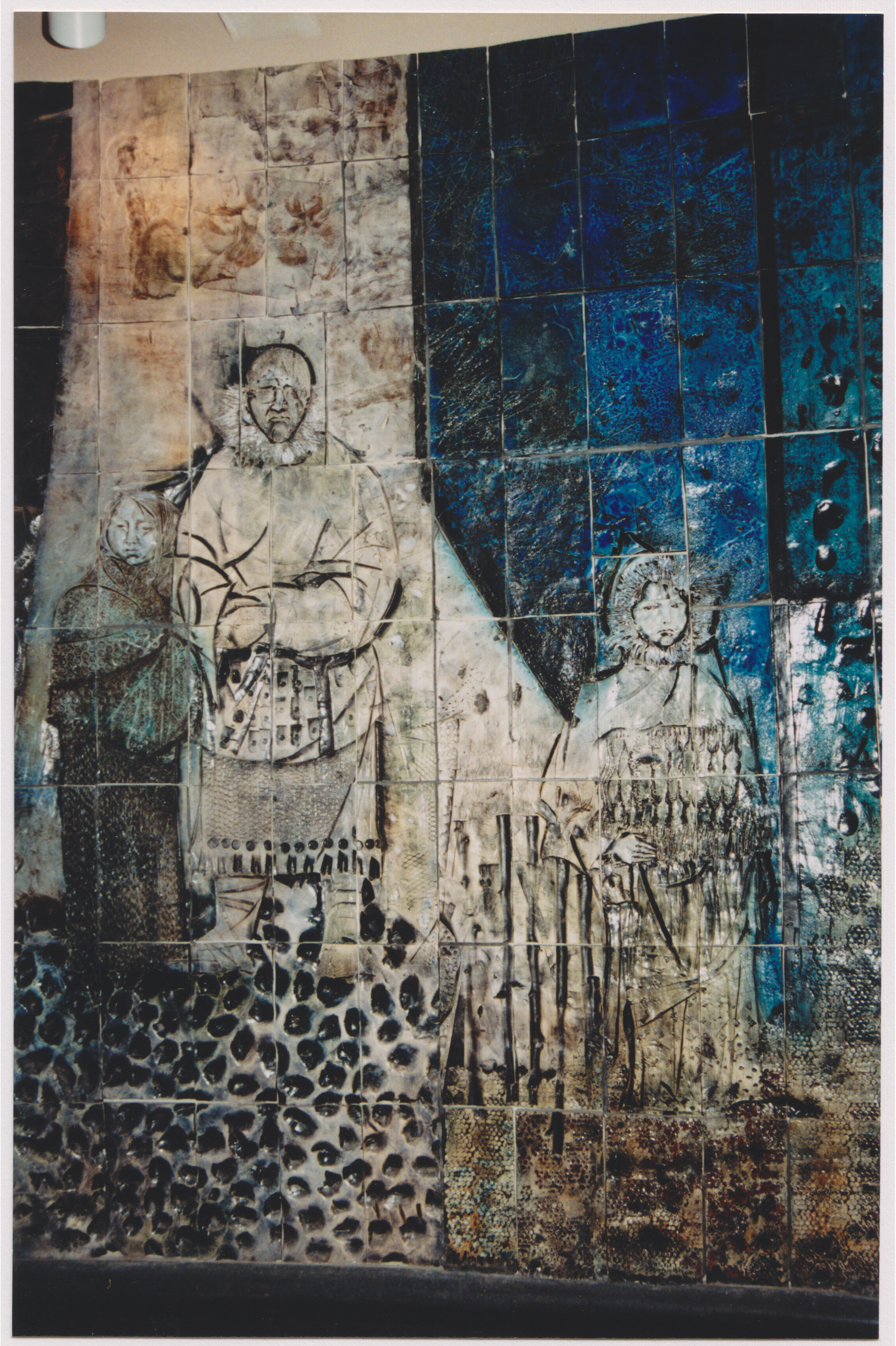
La femme, l'homme et un fils se tiennent devant l'ouverture de leur tente
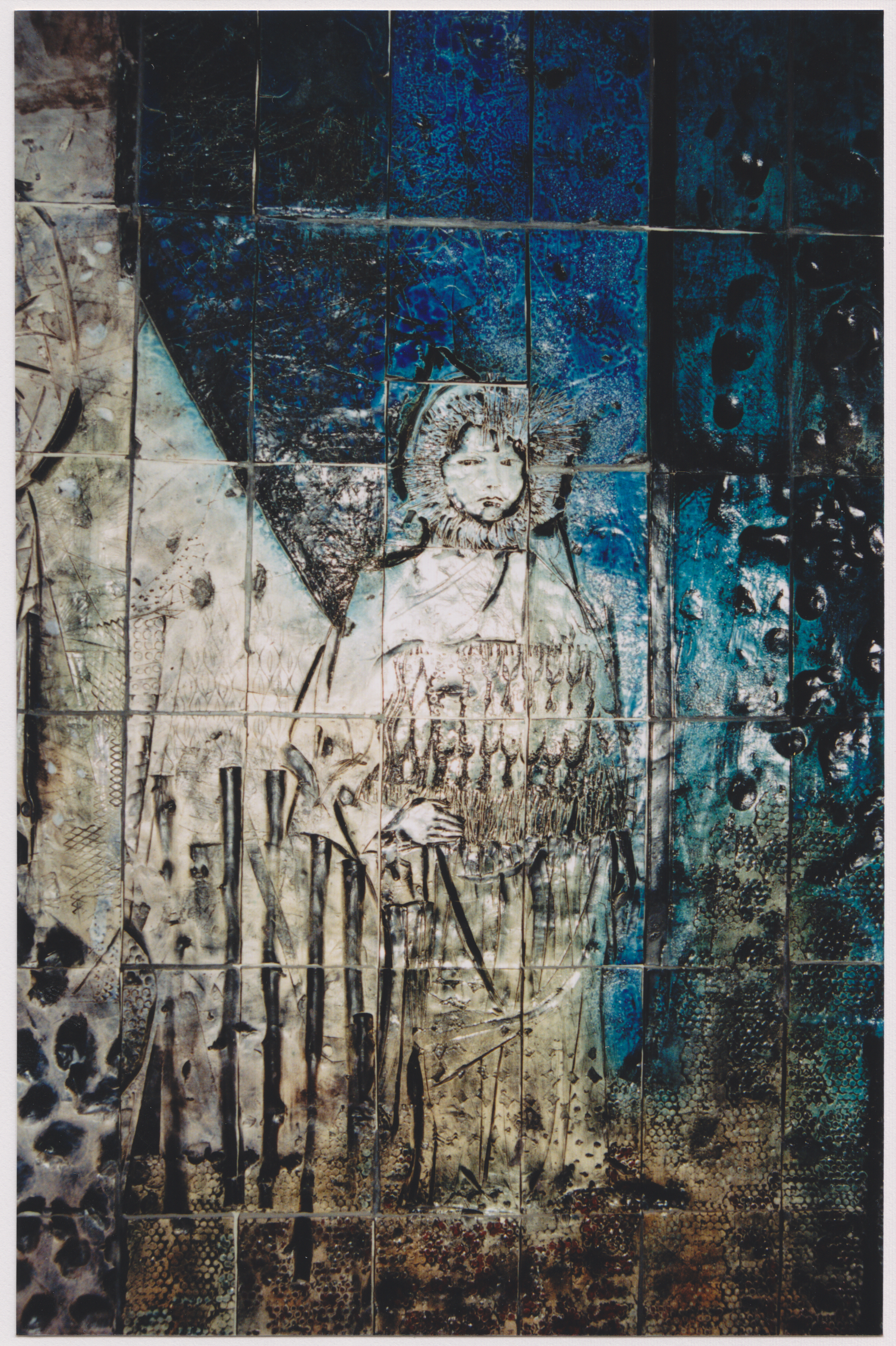
Le visage expressif de ce garçon porte à croire qu'il s'agit d'un portrait
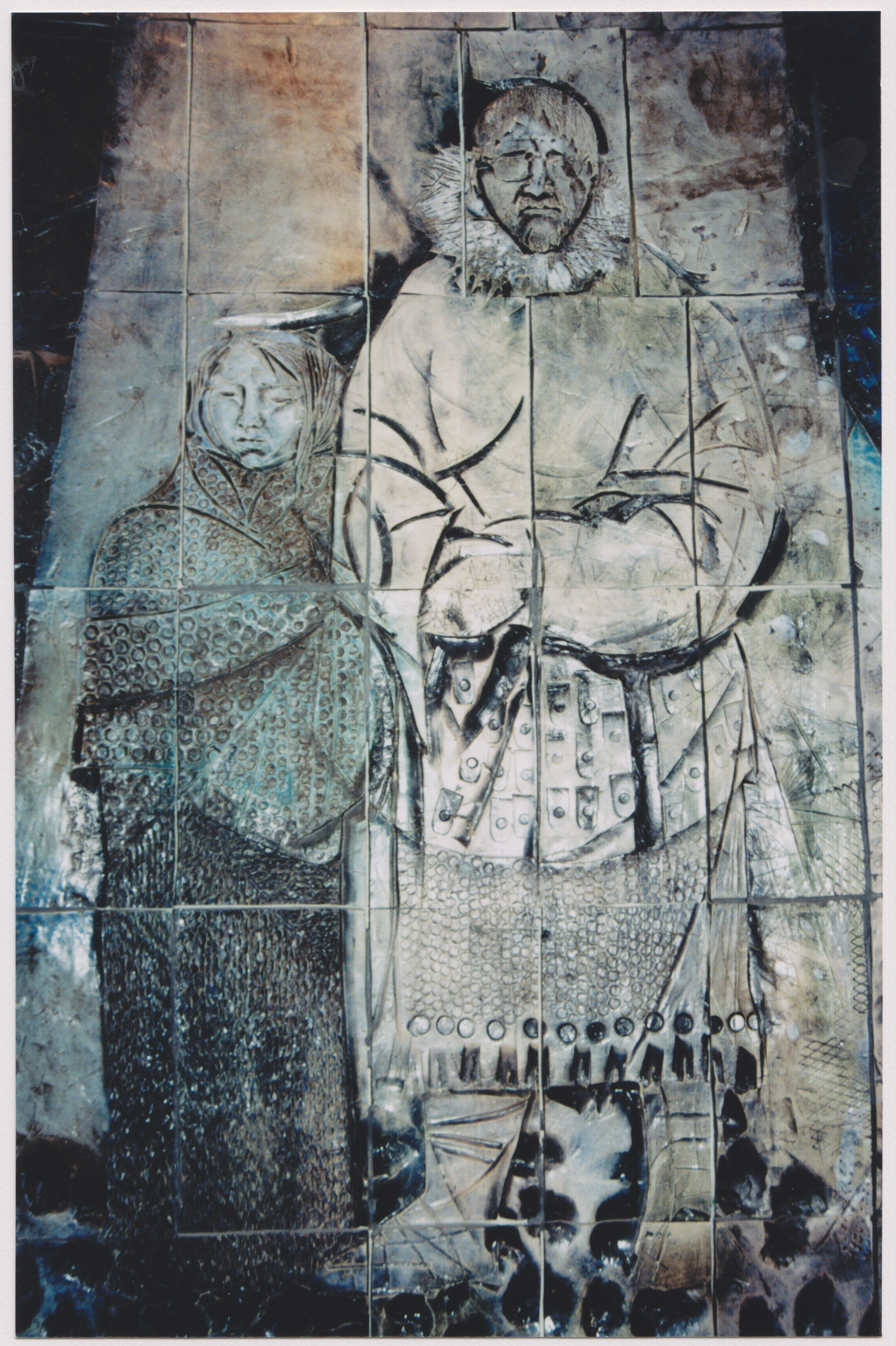
Ces gens portent des vêtements traditionnels, le tapis rappelle leurs habiletés pour l'art et l'artisanat
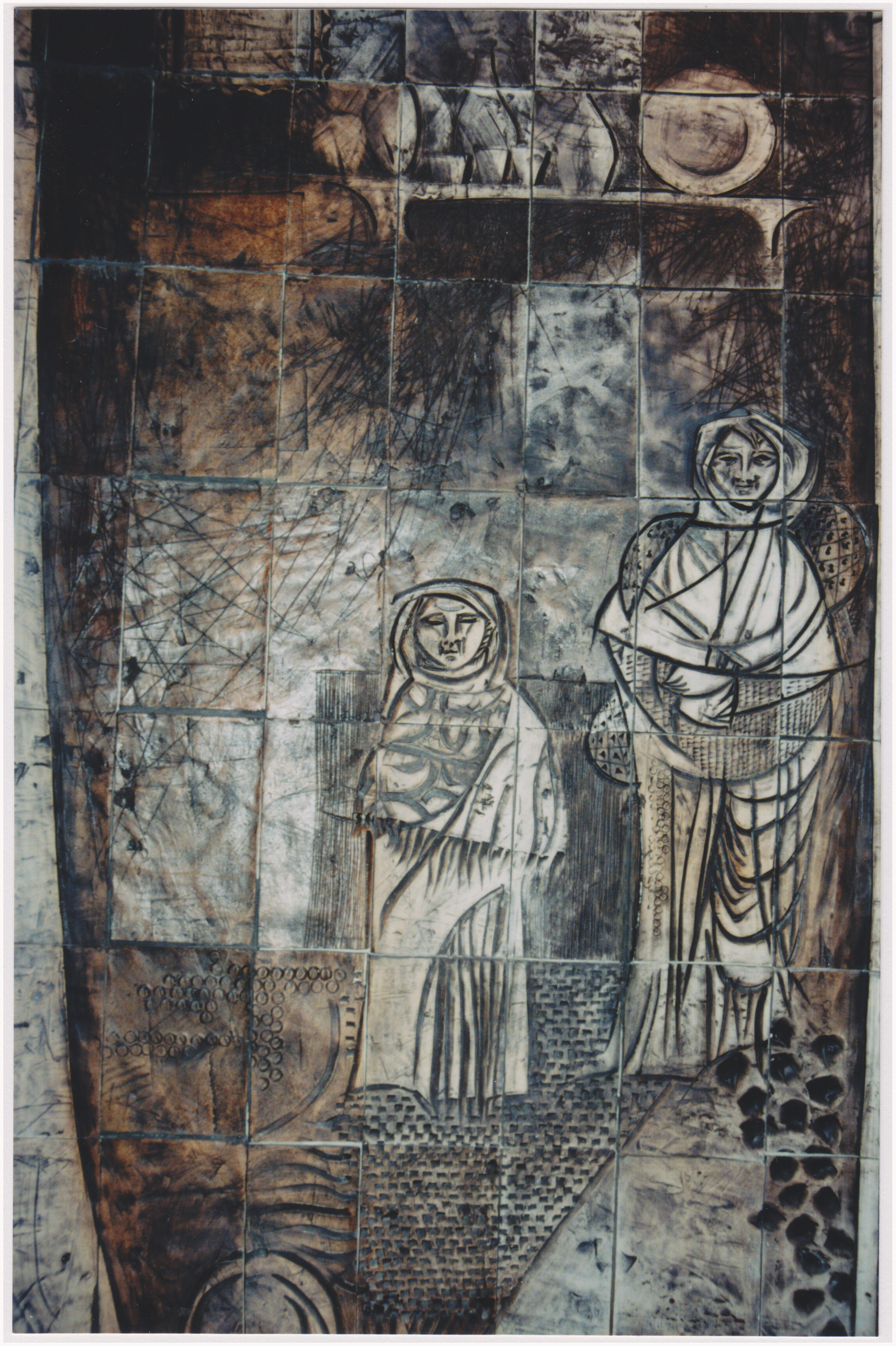
Les Indiens : des raquettes au dos, deux femmes marchent dans un chemin, sur une étagère, des ustensiles de cuisine et un miroir

## Expositions posthumes
- 2021 : Hommage à Jordi Bonet. Musée national des beaux-arts du Québec dans le cadre du 50e anniversaire du Grand Théâtre de Québec[14].

## Honneurs
- 1953 : Membre du cercle Maillol de Barcelone.
- 1959 : Prix Jessie Dow dans la catégorie « Aquarelle et médiums divers » pour l'encre intitulée Buste d'homme lors du 76e Salon du Printemps du Musée des beaux-arts de Montréal[15].
- 1965 : Prix d’excellence de l’Institut royal d’architecture du Canada.
- 1966 : Membre associé de l’Académie royale des arts du Canada.
- 1966 : Membre de l’Association des artistes professionnels du Québec.

## Hommages
- Pont Jordi-Bonet[16]

- La rue et le parc Jordi-Bonet ont été nommés en son honneur dans la ville de Québec.
- L'Espace Jordi-Bonet créé par le Cégep de Rosemont[17].

## Musées et collections publiques
- Collection d'œuvres d'art, Université de Montréal[18].
- Galerie Montcalm.
- Musée d'art contemporain de Montréal.
- Musée du Bas-Saint-Laurent.
- Musée de Lachine.
- Musée d'art contemporain des Laurentides.
- Musée Laurier.
- Musée Louis-Hémon.
- Musée des beaux-arts de Montréal.
- Musée d'art de Mont-Saint-Hilaire.
- Musée Pierre-Boucher.
- Musée national des beaux-arts du Québec[19].
- MA Musée d'art, Rouyn-Noranda[20].
- Musée des beaux-arts de Sherbrooke.
- Université Laval, pavillon Adrien-Pouliot, L'Homme devant la science, 1963, mosaïque en céramique[21]